# Hundeloch (Hannover)

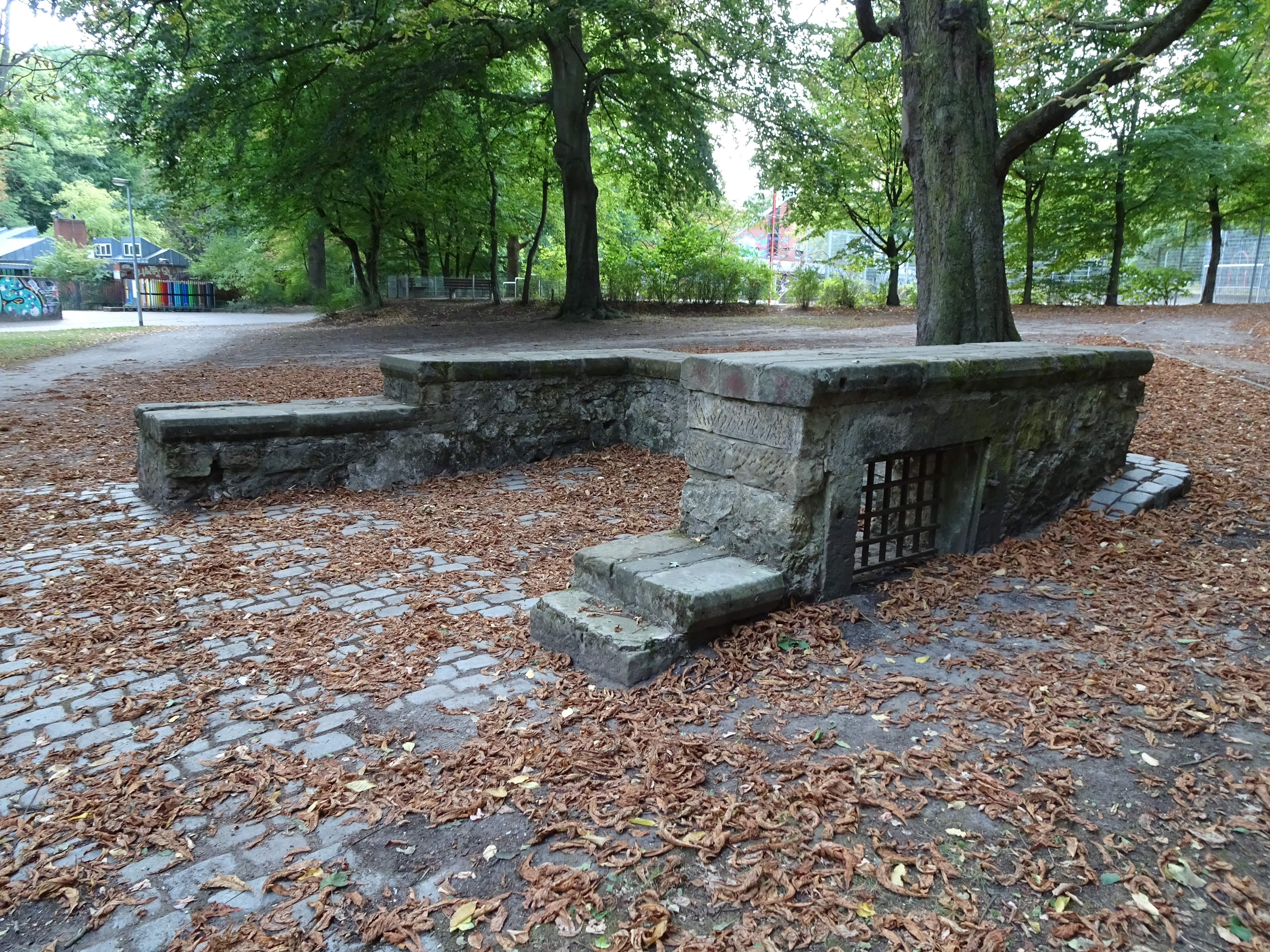
Das „Hundeloch“ im Von-Alten-Garten

Das Hundeloch in Hannover ist der Rest einer Mauer des ehemaligen Gefängnisses im heutigen Von-Alten-Garten am Lindener Berg.

## Geschichte
Ursprünglich lag die mit seinem volkstümlichen Namen bezeichnete kleine Einrichtung des Strafvollzugs gegenüber dem ehemaligen Verwaltungsgebäude und links des Weges, der von dem Wirtschaftshof des von Altenschen Gutes zum Park führte.
Der Gutsherrschaft von Linden stand seit dem Mittelalter zugleich die niedere Gerichtsbarkeit über den Ort zu, für dessen Wirksamkeit unter anderem eben jenes Hundeloch errichtet worden war. Erst zur Zeit des Königreichs Hannover wurde das Recht zur Ausübung der niederen Gerichtsbarkeit in Linden im Jahr 1854 aufgehoben.
Das alte Gefängnis wies Anfang des 20. Jahrhunderts eine neue Bedachung auf, hatte sich Ende der Weimarer Republik ansonsten jedoch noch weitgehend in seinem Originalzustand erhalten.